# Leistung (Physik)
Die Leistung als physikalische Größe bezeichnet die in einer Zeitspanne umgesetzte Energie dividiert durch diese Zeitspanne. Ihr Formelzeichen ist meist {\displaystyle P} (von englisch power), ihre SI-Einheit das Watt mit dem Einheitenzeichen W.
Im physikalisch-technischen Zusammenhang wird der Begriff Leistung in verschiedenen Bedeutungen verwendet:
- als installierte oder maximal mögliche Leistung (Kennzeichen eines Gerätes oder einer Anlage; auch Nennleistung genannt)
- als tatsächliche Leistung in einer Anwendung
  - die zugeführte Leistung
  - die im Sinne der Aufgabenstellung abgegebene Leistung.

Die Leistungsaufnahme und die für eine bestimmte Anwendung nutzbringende Leistungsabgabe können je nach Wirkungsgrad bzw. Abwärme erheblich voneinander abweichen.

## Definitionen
Die Leistung {\displaystyle P} ist der Quotient aus verrichteter Arbeit {\displaystyle \Delta W} oder dafür aufgewendeter Energie {\displaystyle \Delta E} und der dazu benötigten Zeit {\displaystyle \Delta t}:
{\displaystyle P={\frac {\Delta E}{\Delta t}}={\frac {\Delta W}{\Delta t}}\ .}
BeispielWird eine Energie von 1 Kilowattstunde in einer Zeitspanne von 1 Stunde bezogen, dann beträgt die Leistung 1 Kilowatt. 
 Wird dieselbe Energie in einer kürzeren Zeit bezogen, dann ist die Leistung größer; bei Bezug von 1 Kilowattstunde in ½ Stunde ist die Leistung 2 Kilowatt.
Bei zeitlich veränderlicher Leistung, beispielsweise im Lautsprecher oder im elektrischen Energieversorgungsnetz, gibt es eine Augenblicksleistung beziehungsweise Momentanleistung {\displaystyle P(t)}, die sich aus dem Grenzwert ergibt, wenn der Zeitabschnitt {\displaystyle \Delta t} gegen null geht:
{\displaystyle P(t)=\lim _{\Delta t\rightarrow 0}{\frac {\Delta W}{\Delta t}}\ ,}
also als Differentialquotient
{\displaystyle P(t)={\frac {\mathrm {d} W(t)}{\mathrm {d} t}}\ .}
Eher messbar ist eine in einem Zeitintervall {\displaystyle \left[t_{1},t_{2}\right]} der Länge {\displaystyle T=t_{2}-t_{1}} verrichtete mittlere Leistung {\displaystyle {\overline {P}}}
{\displaystyle {\overline {P}}={\frac {1}{T}}\int _{t_{1}}^{t_{2}}P(t)\,\mathrm {d} t.}
Diese Angabe hat insbesondere Bedeutung, wenn {\displaystyle P(t)} sich periodisch ändert und {\displaystyle T} die Periodendauer ist.

## Mechanische Leistung

### Translation
Der einfachste Fall, mit zur Bewegungsrichtung paralleler Kraft, liegt bei der Zughakenleistung vor, es gilt
{\displaystyle P=F\,v}
mit der Kraft {\displaystyle F} und der Geschwindigkeit {\displaystyle v}.
Ohne diese Einschränkung gilt die entsprechende vektorielle Gleichung
{\displaystyle P={\vec {F}}\cdot {\vec {v}}\,.}
Darin ist die Winkelabhängigkeit durch das Skalarprodukt berücksichtigt, wie es im Artikel Arbeit (Physik) für „Kraft mal Weg“ erläutert ist.

### Rotation
Für die Rotation gegen ein Drehmoment {\displaystyle M} gilt analog
{\displaystyle P={\vec {M}}\cdot {\vec {\omega }}\ ,}
wobei {\displaystyle {\vec {\omega }}={\tfrac {\mathrm {d} \varphi }{\mathrm {d} t}}\;{\vec {e}}} die Winkelgeschwindigkeit um eine Achse parallel zum Richtungsvektor {\displaystyle {\vec {e}}} ist.
Für eine Welle mit Drehmoment {\displaystyle M} und Drehzahl {\displaystyle n={\tfrac {\omega }{2\pi }}} ergibt sich die Wellenleistung zu
{\displaystyle P=2\pi \,Mn\,.}
Wenn man die zum Beispiel bei Verbrennungsmotoren üblichen Einheiten kW, Nm und min−1 zugrunde legt, erhält man die Zahlenwertgleichung
{\displaystyle \{P\}=\{M\}\,\{n\}\,\pi \ /30\,000\approx \{M\}\,\{n\}/9550},
wobei {\displaystyle \{P\}} der Zahlenwert der Leistung in kW, {\displaystyle \{M\}} der Zahlenwert des Drehmoments in Nm und {\displaystyle \{n\}} der Zahlenwert der Drehzahl in min−1 ist.

### Hydraulik
Die hydraulische Leistung durch Volumenarbeit ist das Produkt aus Druckdifferenz {\displaystyle \Delta p} und Volumenstrom {\displaystyle Q={\tfrac {\Delta V}{\Delta t}}}:
{\displaystyle P=\Delta p\cdot Q\,.}

## Elektrische Leistung
Die elektrische Leistung, die in einem Bauelement mit dem ohmschen Widerstand {\displaystyle R} umgesetzt wird, ist bei konstanten Größen das Produkt von elektrischer Spannung {\displaystyle U} und Stromstärke {\displaystyle I}:
{\displaystyle P=UI=I^{2}R={\frac {U^{2}}{R}}\ .}
Bei zeitlich veränderlichen Größen {\displaystyle u(t)} und {\displaystyle i(t)} wird entsprechend der Augenblickswert der Leistung {\displaystyle P(t)} definiert als
{\displaystyle P(t)=u(t)\,i(t)\ .}
Statt dieser schwankenden Größe werden bevorzugt über Mittelwertbildung definierte, für periodische Wechselstromgrößen zeitlich konstante Leistungsangaben verwendet:
- Wirkleistung {\displaystyle P},
- Blindleistung {\displaystyle Q},
- Scheinleistung {\displaystyle S}.

## Leistungsangaben

### Aufgenommene und abgegebene Leistung
Die Hersteller elektrischer Geräte sind zur Angabe der maximalen Leistungsaufnahme verpflichtet, also der Leistung, die der Stromversorgung (Stromnetz, Batterie) maximal entnommen wird. Dies ist stets ein größerer Zahlenwert als die Leistungsabgabe, also die Leistung in jener Form, die der Benutzer wünscht (z. B. mechanische Leistung, Lichtleistung). Die abgegebene Leistung kann weit geringer sein je nach Wirkungsgrad, d. h. nach Abzug der Energieverluste bei der Wandlung der elektrischen Energie in die gewünschte Energieart. Wärmeverluste, mechanische und andere Verluste reduzieren die tatsächliche abgegebene Leistung z. B. einer Bohrmaschine oder eines Staubsaugers.
Bei Leuchtmitteln ist neben der Verbrauchsleistung in Watt zudem der Lichtstrom in Lumen anzugeben. Aufgrund ihrer Definition über die Physiologie des menschlichen Auges kann sie nicht direkt mit der elektrischen Leistung verglichen werden. Vielmehr kann die Lichtausbeute in der Einheit Lumen pro Watt angegeben werden. Näherungsweise ließe sich ein Wirkungsgrad abschätzen, indem die Strahlungsleistung im sichtbaren Spektralbereich (ca. 400 bis 700 nm) durch die Verbrauchsleistung geteilt wird. Hiermit ergäbe sich z. B. für Glühlampen ein Wert von etwa fünf Prozent. Jedoch sind die Grenzen zwischen dem sichtbaren und dem infraroten bzw. ultravioletten Bereich fließend, so dass ein solcher Wirkungsgrad nicht eindeutig definiert wäre. Zudem berücksichtigt sie nicht die unterschiedliche spektrale Empfindlichkeit des Auges.
Bei Lasern wird dagegen die tatsächlich im Laserstrahl enthaltene Leistung angegeben. Der elektrische Verbrauch (Anschlussleistung) einer Laserstrahlquelle ist entsprechend dem jeweiligen Wirkungsgrad stets höher.
Bei Haushaltsgeräten, z. B. einem Elektrorasenmäher, wird die elektrische Leistung, die der Steckdose entnommen wird, angegeben. Anders verhält es sich bei Elektromotoren höherer Leistung. Dort ist auf dem Typenschild auch die lieferbare mechanische Leistung an der Motorwelle angegeben sowie die Höhe der aufgenommenen Scheinleistung. Bei elektrischen Handbohrmaschinen wird die bei Spindel-Stillstand maximal aus dem Netz entnommene Leistung angegeben – sie hat also mitnichten etwas mit der abgegebenen mechanischen Leistung zu tun. Bei Staubsaugern wird die elektrische Leistungsaufnahme angegeben, die nicht viel mit der Saugleistung zu tun haben muss. Die (elektrische) Leistungsaufnahme eines Heizgerätes ist immer gleich der abgegebenen Wärmeleistung.
Bei Wärmeerzeugern in der Heiztechnik wird die aufgenommene Leistung als Wärmebelastung bezeichnet (bei Feuerungsanlagen auch als Feuerungswärmeleistung) und die abgegebene als Wärmeleistung.
Bei Sendern wird neben der Ausgangsleistung des Sendegerätes auch die effektive Strahlungsleistung angegeben. Letztere ist von der bei der jeweiligen Sendefrequenz verwendeten Sendeantenne abhängig und kann größer oder kleiner als die Senderausgangsleistung sein.

#### Kältemaschinen
Kühl- und Gefriergeräte sowie Wärmepumpen transportieren Wärmeleistung von der kalten zur warmen Seite. Die üblicherweise verwendete Pumpe erfordert einen Antrieb, gängig sind Elektromotoren. Die Leistungsaufnahme des Motors ist in der Regel geringer als die Wärmeleistung. Daher kann eine Wärmepumpen-Heizung zum Beispiel das 2,5-Fache der elektrischen Leistungsaufnahme als Wärmeleistung bereitstellen.

#### Wärmetauscher
Die Wärmeleistung von Wärmeübertragern ist oft proportional zur Temperaturdifferenz. Auch Kühlkörper und wärmeableitende Gehäuse besitzen diese Charakteristik. Ihre Leistungsfähigkeit (Wärmeleitwert) wird daher oft mit Watt pro Kelvin Temperaturdifferenz (W/K) angegeben.

### Dauer- und Kurzzeitleistung
Die Leistungsangabe für ein Gerät kann sich auf eine „KB xx min“, d. h. Kurzbetriebszeit xx Minuten beziehen. Damit soll Überhitzung wegen begrenzter Wärmekapazitäten und Wärmeleitung vermieden werden. Beispiele sind elektrische Küchengeräte, Lötpistolen oder auch Lichtbogen-Schweißgeräte. Sie müssen spätestens nach der angegebenen Betriebsdauer abkühlen. Ähnliches gilt für die Stundenleistung von Elektrolokomotiven, die über eine Stunde kontinuierlich abgegeben werden kann.
Bei Backöfen kann die Leistungsangabe die Leistung beim Aufheizen benennen, während die Leistung später beim Backen etc. aufgrund der Temperaturregelung weit geringer ist.
Für sehr kurze Zeiträume sind sehr hohe Leistungen möglich. Zum Beispiel liefert das Lasersystem PHELIX 0,5 Petawatt (5e14 W) über einen Zeitraum von 2 Pikosekunden (2e-12 s).

## Einheiten
Die Leistung wird im internationalen Einheitensystem in der Einheit Watt angegeben. Neben der CGS-Einheit „Erg pro Sekunde“ sind noch weitere Einheiten gebräuchlich. Einige Beispiele sind in der Tabelle aufgeführt:
|                           | W (= V·A)   | kp·m/s   | PS        | kcalIT/h  |
| ------------------------- | ----------- | -------- | --------- | --------- |
| Watt                      | 1           | ≈ 0,102  | ≈ 0,00136 | ≈ 0,860   |
| Kilopondmeter pro Sekunde | = 9,80665   | 1        | = 0,013   | ≈ 8,4322  |
| Pferdestärke              | = 735,49875 | = 75     | 1         | ≈ 632,415 |
| Kilokalorien pro Stunde   | = 1,163     | ≈ 0,1186 | ≈ 0,00158 | 1         |